# 서부검은과부거미
서부검은과부거미(Latrodectus hesperus, 영어: western black widow spider)은 거미목 꼬마거미과의 거미이다.